# Atèle
Ateles · Singes-araignées, Coatas
Ne doit pas être confondu avec Entelle ou Attelle.
Genre
Ateles (les atèles, ou singes-araignées) est un genre de mammifères primates de la sous-famille des Atelinae, originaire d'Amérique du Sud ou Centrale. Ce sont des singes qui se déplacent beaucoup et avec une grande habileté en mode suspensif, plutôt que sur les branches et de manière quadrupède,. L'intégrité écologique de la canopée est importante pour leur survie ; des discontinuités telles que les routes qui, de plus en plus nombreuses, et souvent plus larges, fragmentent écologiquement les forêts, sont des menaces pour ces espèces, qui sont alors plus facilement victimes de prédateurs et de la chasse.
Il ne faut pas confondre des atèles avec d'autres singes dont le nom est approchant : les entelles.

## Liste d'espèces
Selon la troisième édition de Mammal Species of the World de 2005 :
- Ateles paniscus (Linnaeus, 1758) - Singe-araignée noir[3],[4], Singe-araignée commun[4], Atèle noir[3], Coata noir[3], Atèle coaïta
- Ateles belzebuth É. Geoffroy, 1806 - Singe-araignée à ventre blanc[3],[4], Atèle à ventre blanc[3]
- Ateles marginatus É. Geoffroy, 1809 - Singe-araignée aux joues blanches[3], Atèle aux joues blanches[3]
- Ateles chamek (Humboldt, 1812) - Singe-araignée à tête noire[3], Atèle à tête noire[3]
- Ateles geoffroyi Kuhl, 1820 - Singe-araignée de Geoffroy[3], Atèle de Geoffroy[3], Singe-araignée aux mains noires[3],[4], Atèle aux mains noires[3], Atèle du Panama
- Ateles hybridus I. Geoffroy, 1829 - Singe-araignée varié[3], Atèle varié[3]
- Ateles fusciceps Gray, 1866 - Singe-araignée à tête brune[3],[4], Atèle à tête brune[3]